# Versöhnungskirche (Böckingen)

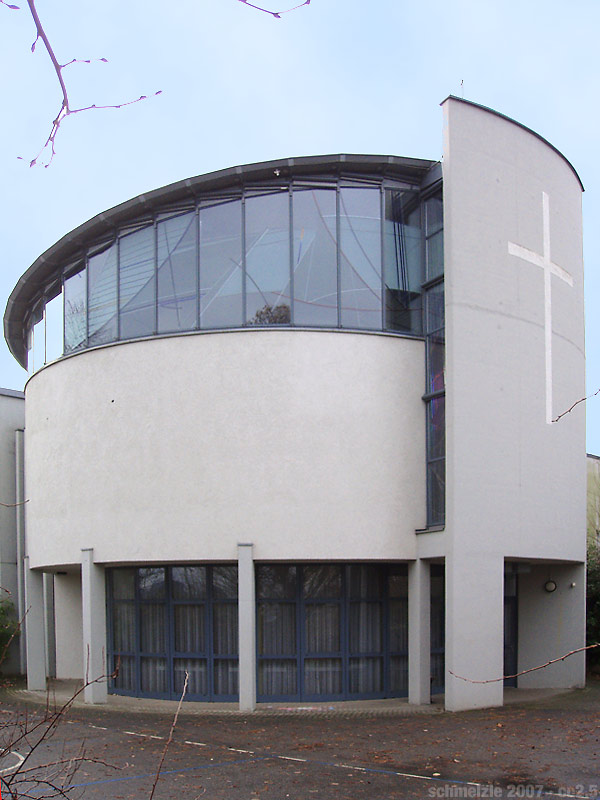
Die Versöhnungskirche in Heilbronn-Böckingen

Die Versöhnungskirche ist eine evangelische Kirche am Holunderweg 57 im Heilbronner Stadtteil Böckingen. Die Kirche ist die Erweiterung eines seit 1971 bestehenden Gemeindezentrums und wurde im Jahr 1996 eingeweiht.

## Geschichte
1971 entstand im Holunderweg ein Gemeindezentrum der evangelischen Auferstehungskirchengemeinde mit Gemeindesaal, Kindergarten, Sportplatz sowie Grünanlagen. In den frühen 1990er Jahren kam der Plan auf, für die rund 6.500 Gemeindemitglieder zählende Gemeinde zusätzlich zur Auferstehungskirche eine kostengünstige zweite Gottesdienstmöglichkeit zu schaffen. So entstand nach Plänen von Rolf Krautter der Rundbau der Versöhnungskirche als Anbau an das Gemeindezentrum im Holunderweg. Baubeginn war im November 1994, die Einweihung der Kirche erfolgte am 31. März 1996. Der Kirchenraum selbst fasst nur 90 Besucher, konnte jedoch mit dem älteren Gemeindesaal zu einer Gesamtkapazität von 330 Besuchern verbunden werden. (Beim Umbau 2021 wurden Kirche und Gemeindesaal baulich getrennt, um die Schallisolierung zu verbessern und dadurch eine parallele Nutzung beider Räume zu ermöglichen.)
Der Sakralbau ist ein Rundbau mit einem Durchmesser von zwölf Metern. Der Altarbereich befindet sich im Norden des Kirchenraums, wobei das Wandsegment hinter dem Altar nach außen verstellt ist. An der Außenseite der Altarwand prangt ein großes Kreuz. Der Kirchenraum ist von einem nach Norden hin ansteigenden Schrägdach überdeckt, die Beleuchtung des Kirchenraums erfolgt durch ein unterhalb der Decke umlaufendes, künstlerisch ausgestaltetes Glasfenster-Lichtband.
Die Glasfenster und das Altarkreuz stammen von Raphael Seitz. Altar, Ambo und Taufstein sind aus Eichenholz und stammen von Bernd Stöcker.